# Song Shiji
Song Shiji (* 18. Oktober 1964 in der Provinz Jilin) ist eine ehemalige chinesische Skilangläuferin.

## Werdegang
Shiji startete international erstmals bei den nordischen Skiweltmeisterschaften 1982 in Oslo. Dort belegte sie den 57. Platz über 5 km und den 55. Rang über 10 km. Bei den Olympischen Winterspielen 1984 in Sarajevo errang  sie jeweils den 52. Platz über 5 km und 10 km und den 12. Platz mit der Staffel. Im folgenden Jahr lief sie bei den nordischen Skiweltmeisterschaften in Seefeld in Tirol auf den 58. Platz über 5 km und auf den 55. Rang über 10 km. Anfang März 1986 holte sie bei den Winter-Asienspielen in Sapporo die Bronzemedaille über 10 km Freistil und die Goldmedaille mit der Staffel. Bei den nordischen Skiweltmeisterschaften 1989 in Lahti kam sie auf den 51. Platz über 10 km Freistil, auf den 49. Rang über 10 km klassisch, auf den 43. Platz über 30 km Freistil und auf den 39. Rang über 15 km klassisch. Ihre letzten internationalen Rennen absolvierte sie bei den Winter-Asienspielen 1990 in Sapporo. Dort gewann sie die Silbermedaille mit der Staffel.